# A40公路 (英國)

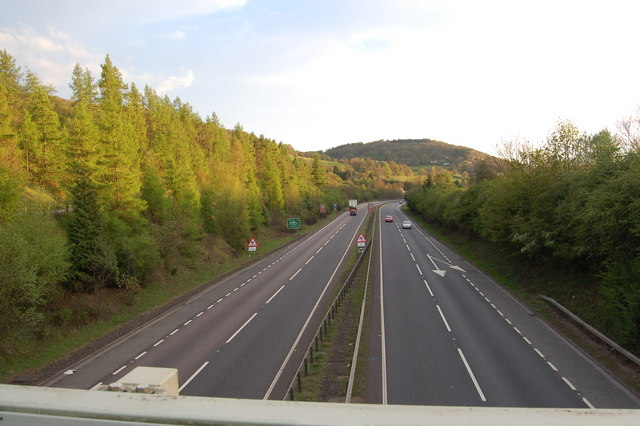
A40公路禧福郡段

A40公路（A40 road），是英國的一條幹道，連絡首都倫敦與威爾斯的費什加德，正式名稱為倫敦至費什加德幹道（The London to Fishguard Trunk Road），全長412公里。
該道路是英國少數仍未由高速公路取代的傳統幹道，但部分路段已非如此，例如倫敦至牛津東側的路段，便已有更便捷的M40高速公路可供選擇。